# Скорик Володимир Євгенович
Володимир Євгенович Скорик (нар. 2 лютого 1992) — український актор театру та кіно, володар нагороди «Оскар» (2002 р.) за кращу жіночу роль третього плану.

## Життєпис
Володимир Скорик народився 2 лютого 1992 року. Після 9-го класу поступив у Дніпровський театрально-художній коледж, який закінчив у 2010 році, творча майстерня Олександри Самохвалової.
Після закінчення театрального коледжу переїхав у Київ та став актором Київського академічного театру юного глядача на Липках.
У 2017 році Володимир Скорик став номінантом театральної премії «Київська пектораль» у номінації «Найкраще виконання чоловічої ролі другого плану».
У 2019 році почав працювати в «Дикому театрі».
З 2022 року долучився до волонтерської організації Repair Together.

## Служба у ЗСУ
З 2024 року служить у Збройних Силах України.

## Театр
- Театр юного глядача на Липках (з 2010 р.)
- «Дикий театр» (з 2019 р.)

- Джиммі Бін — «Поліанна»[2]
- Бенволіо — «Ромео і Джульєтта»[3]

- Джордж — «Привид замку Кентервіль»
- Ніф-Ніф — «Троє поросят»
- Кай — «Снігова королева»
- Воллі Вебб — «Наше містечко»
- Рижик — «Жила собі Сироїжка»
- П'єро — «Лялька, що змінила світ»
- Кульок — «Сирена та Вікторія»
- Керубіно, перший паж графа — «Фігаро (Шалений день)»
- Томмі — «Чарівна Пеппі»
- Містер Сайкл — «Добрий Гортон»
- Весняні Місяці — «Дванадцять місяців»
- Йосип — «Ревізор»
- Їжачок — «Де знайти ялинку?»
- Хлопчик — «Сон літньої ночі»
- Маленький Принц — «Казкові мандри»
- Сід — «Пригоди Тома Сойєра»
- Кошенята — «Кицин дім»
- Чоловік Прозерпіни — «Чарівні сабінянки»
- Джеймс — «Мене прислав доктор Гоу»
- Принц Дурдун — «Невидима з солодкого королівства»
- Артем — «Кайдаші 2.0» Дикий театр
- Брат Насті — «Синя казка» Дикий театр

## Фільмографія
| Рік       |   | Назва                       | Роль                          |                             |
| --------- | - | --------------------------- | ----------------------------- | --------------------------- |
|           | с |                             |                               |                             |
| 2021      | с | Моя улюблена Страшко        | 'Микола, друг'                |                             |
| 2019      | с | Джованні                    |                               | Андрій                      |
| 2019      | с | Захоплення                  | Захват                        | Шурик                       |
| 2018      | с | За законами воєнного часу-2 | По законам военного времени-2 | Аксютін                     |
| 2017—2018 | с | Здамо будиночок біля моря   | Сдаётся дом у моря            | епізодична роль             |
| 2017      | с | Біжи, не оглядуйся!         | Беги, не оглядывайся!         | епізодична роль             |
| 2016      | с | Центральна лікарня          | Центральная больница          | епізодична роль             |
| 2016      | с | Громадянин Ніхто            | Гражданин Никто               | епізодична роль             |
| 2016      | с | Вчора. Нині. Назавжди       | Вчера. Сегодня. Навсегда      | епізодична роль             |
| 2015      | с | Три дороги                  | Три дороги                    | епізодична роль             |
| 2015      | с | Червона королева            | Красная королева              | Юрчик                       |
| 2015      | ф | Незламна                    | Битва за Севастополь          | Фельдман, студент           |
| 2014      | ф | Самотній за контрактом      | Одинок по контракту           | Гриша                       |
| 2014      | с | Особиста справа             | Личное дело                   | Ігор Туманов                |
| 2013      | с | Жіночий лікар-2             | Женский доктор-2              | Олександр Сотников, адвокат |
| 2012      | с | Повернення Мухтара-8        | Возвращение Мухтара-8         |                             |